# FA 유스컵
FA 유스컵(영어: Football Association Youth Challenge Cup) 잉글랜드 축구 협회가 운영하는 18세 이하 팀을 위한 잉글랜드 축구 대회이다. 현재 시즌의 8월 31일을 기준으로 15세에서 18세 사이의 선수만 참가할 수 있다. 대부분 프리미어리그 출신의 프로 산하 유스팀의 선수들이 대회에서 선전하기에 대회가 그들 위주로 진행되지만, 전국에서 400명 이상의 참가자가 참여한다는데에 의의가 있다.
제2차 세계 대전이 끝날 무렵 FA는 아직 성인 축구 경기에서 경기를 뛸 만큼 아직 나이가 들지 않은 어린 사이에서 게임을 자극하는 가장 좋은 방법이라고 생각하여 청소년 챔피언십을 조직했다. 이 경기는 많은 인파를 끌어모으지 못했지만 뛰어난 선수들이 유스 인터내셔널에 선발되었고 수천 명이 처음으로 전국 대회에 참가할 기회를 얻었다. 1951년에 FA는 클럽 경쟁 방식의 진행이 더 효과적일 것이라고 판단하게 되면서 FA 유스 챌린지 컵(1952-53 시즌)은 FA 회원인 프로와 아마추어 클럽의 유소년 팀으로 제한되어 진행되었다.
유스 컵의 개념은 고인이 된 풋볼 리그 회장인 조 리차드 경의 아이디어였다. 그는 처음에 리그 클럽에 아이디어를 제안했지만 그들에거 별 호응을 얻지 못 했고 결국 리차드는 같은 해에 잉글랜드 축구 협회에 찾아 가서 자신의 아이디어를 다시 제안했으며 그들의 동의로 유스컵이 사작될 수 있었다. 유스 컵 트로피 자체는 제2차 세계 대전 중에 풋볼 리그에서 구입했다. 그러나 그들은 그 트로피를 제대로 사용하지 못 했고 풋볼 리그 사무총장인 프레드 하워스는 트로피를 찾아 FA에게 넘겼고 그 트로피는 유스컵의 트로피로 사용되었다.
맨체스터 유나이티드는 총 11회 우승으로 대회에서 가장 많은 우승을 기록했다. 가장 최근 우승자는 2023년 결승전에서 아스날을 5-1로 꺾은 웨스트햄 유나이티드이다.
유스컵은 오랫동안 많은 영국 선수들에게 프로 진출의 발판 역할을 해왔다. 조지 베스트, 존 반스, 리이언 긱스, 데이비드 베컴, 게리 네빌 프랭크 램파드, 마이클 오언,스티븐 제라드, 제이미 캐러거, 조 콜, 웨인 루니, 시오 월컷, 대니얼 스터리지, 잭 월셔, 가레스 베일 등이 모두 토너먼트에서 우승하거나 결승전에서 뛰었었다.

## 같이 보기
- FA컵 (잉글랜드)

1. ↑  FA Youth Cup history: TheFA.com website.
2. 1 2  Inglis, Simon (1988). 《Football League and the men who made it》. Harper Collins. 205쪽. ISBN 978-0002182423.